# Cyclosorus repandus
Cyclosorus repandus là một loài dương xỉ trong họ Thelypteridaceae. Loài này được Fée B.K. Nayar & S. Kaur mô tả khoa học đầu tiên năm 1974.